# Seznam medailistů na letních olympijských hrách v hodu kladivem
Historický přehled medailistů v hodu kladivem na letních olympijských hrách:

## Medailisté

### Muži
| Rok  | Místo          | Zlato               | Výkon vítěze | Stříbro            | Bronz               |
| ---- | -------------- | ------------------- | ------------ | ------------------ | ------------------- |
| 1900 | Paříž          | John Flanagan       | 51,01        | Truxton Hare       | Josiah McCracken    |
| 1904 | St. Louis      | John Flanagan       | 51,23        | John DeWitt        | Ralph Rose          |
| 1908 | Londýn         | John Flanagan       | 51,93        | Matt McGrath       | Cornelius Walsh     |
| 1912 | Stockholm      | Matt McGrath        | 54,74        | Duncan Gillis      | Clarence Childs     |
| 1920 | Antverpy       | Patrick Ryan        | 52,87        | Carl Johan Lind    | Basil Bennett       |
| 1924 | Paříž          | Frederic Tootell    | 53,29        | Matt McGrath       | Malcolm Nokes       |
| 1928 | Amsterodam     | Patrick O’Callaghan | 51,39        | Ossian Skiöld      | Edmund Black        |
| 1932 | Los Angeles    | Patrick O’Callaghan | 53,92        | Ville Pörhölä      | Peter Zaremba       |
| 1936 | Berlín         | Karl Hein           | 56,49        | Erwin Blask        | Fred Warngard       |
| 1948 | Londýn         | Imre Németh         | 56,07        | Ivan Gubijan       | Bob Bennett         |
| 1952 | Helsinky       | József Csermák      | 60,34        | Karl Storch        | Imre Németh         |
| 1956 | Melbourne      | Harold Connolly     | 63,19        | Michail Krivonosov | Anatolij Samocvetov |
| 1960 | Řím            | Vasilij Ruděnkov    | 67,10        | Gyula Zsivótzky    | Tadeusz Rut         |
| 1964 | Tokio          | Romuald Klim        | 69,74        | Gyula Zsivótzky    | Uwe Beyer           |
| 1968 | Mexico City    | Gyula Zsivótzky     | 73,36        | Romuald Klim       | Lázár Lovász        |
| 1972 | Mnichov        | Anatolij Bondarčuk  | 75,50        | Jochen Sachse      | Vasilij Chmelevskij |
| 1976 | Montréal       | Jurij Sedych        | 77,52        | Alexej Spiridonov  | Anatolij Bondarčuk  |
| 1980 | Moskva         | Jurij Sedych        | 81,80        | Sergej Litvinov    | Jüri Tamm           |
| 1984 | Los Angeles    | Juha Tiainen        | 78,08        | Karl-Hans Riehm    | Klaus Ploghaus      |
| 1988 | Soul           | Sergej Litvinov     | 84,80 - OR   | Jurij Sedych       | Jüri Tamm           |
| 1992 | Barcelona      | Andrej Abduvalijev  | 82,54        | Igor Astapkovič    | Igor Nikulin        |
| 1996 | Atlanta        | Balázs Kiss         | 81,24        | Lance Deal         | Alexej Krikun       |
| 2000 | Sydney         | Szymon Ziółkowski   | 80,02        | Nicola Vizzoni     | Igor Astapkovič     |
| 2004 | Atény          | Kódži Murofuši      | 82,91        | nebyla udělena     | Esref Apak          |
| 2008 | Peking         | Primož Kozmus       | 82,02        | Vadim Děvjatovskij | Ivan Tichon         |
| 2012 | Londýn         | Krisztián Pars      | 80,59        | Primož Kozmus      | Kódži Murofuši      |
| 2016 | Rio de Janeiro | Dilšod Nazarov      | 78,68        | Ivan Tichon        | Wojciech Nowicki    |
| 2020 | Tokio          | Wojciech Nowicki    | 82,52        | Eivind Henriksen   | Paweł Fajdek        |
| 2024 | Paříž          | Ethan Katzberg      | 84,12        | Bence Halász       | Mychajlo Kochan     |

## Medailové pořadí zemí
| Pořadí             | Země                                 | Zlato | Stříbro | Bronz | Celkem |
| ------------------ | ------------------------------------ | ----- | ------- | ----- | ------ |
| 1.                 | Spojené státy americké (USA)         | 7     | 5       | 7     | 19     |
| 2.                 | Sovětský svaz (URS)                  | 6     | 5       | 5     | 16     |
| 3.                 | Maďarsko (HUN)                       | 5     | 3       | 2     | 10     |
| 4.                 | Polsko (POL)                         | 2     | 0       | 3     | 5      |
| 5.                 | Irsko (IRL)                          | 2     | 0       | 0     | 2      |
| 6.                 | Německo (GER)                        | 1     | 2       | 1     | 4      |
| 7.                 | Sjednocený tým (EUN)                 | 1     | 1       | 1     | 3      |
| 7.                 | Kanada (CAN)                         | 1     | 1       | 1     | 3      |
| 9.                 | Finsko (FIN)                         | 1     | 1       | 0     | 2      |
| 10.                | Slovinsko (SLO)                      | 1     | 1       | 0     | 2      |
| 11.                | Japonsko (JPN)                       | 1     | 0       | 1     | 2      |
| 12.                | Tádžikistán (TJK)                    | 1     | 0       | 0     | 1      |
| 13.                | Bělorusko (BLR)                      | 0     | 2       | 2     | 4      |
| 14.                | Švédsko (SWE)                        | 0     | 2       | 1     | 3      |
| 15.                | Západní Německo (FRG)                | 0     | 1       | 1     | 2      |
| 16.                | Německá demokratická republika (GDR) | 0     | 1       | 0     | 1      |
| 16.                | Itálie (ITA)                         | 0     | 1       | 0     | 1      |
| 16.                | Jugoslávie (YUG)                     | 0     | 1       | 0     | 1      |
| 16.                | Norsko (NOR)                         | 0     | 1       | 0     | 1      |
| 20.                | Ukrajina (UKR)                       | 0     | 0       | 2     | 2      |
| 21.                | Velká Británie (GBR)                 | 0     | 0       | 1     | 1      |
| 21.                | Turecko (TUR)                        | 0     | 0       | 1     | 1      |
| Celkem po LOH 2024 | Celkem po LOH 2024                   | 29    | 29      | 29    | 87     |

### Ženy
od roku 2000
| Rok  | Místo          | Zlato               | Výkon vítěze | Stříbro                | Bronz                |
| ---- | -------------- | ------------------- | ------------ | ---------------------- | -------------------- |
| 2000 | Sydney         | Kamila Skolimowska  | 71,16        | Olga Kuzenkovová       | Kirsten Münchowová   |
| 2004 | Atény          | Olga Kuzenkovová    | 75,02        | Yipsi Morenová         | Yunaika Crawfordová  |
| 2008 | Peking         | Yipsi Morenová      | 75,20        | Čang Wen-siou          | Manuela Montebrunová |
| 2012 | Londýn         | Anita Włodarczyková | 77,60        | Betty Heidlerová       | Čang Wen-siou        |
| 2016 | Rio de Janeiro | Anita Włodarczyková | 82,29 - OR   | Čang Wen-siou          | Sophie Hitchonová    |
| 2020 | Tokio          | Anita Włodarczyková | 78,48        | Zheng Wang             | Malwina Kopronová    |
| 2024 | Paříž          | Camryn Rogersová    | 76,97        | Annette Echikunwokeová | Ťie Čao              |

## Medailové pořadí zemí
| Pořadí             | Země                         | Zlato | Stříbro | Bronz | Celkem |
| ------------------ | ---------------------------- | ----- | ------- | ----- | ------ |
| 1.                 | Polsko (POL)                 | 4     | 0       | 1     | 5      |
| 2.                 | Kuba (CUB)                   | 1     | 1       | 1     | 3      |
| 3.                 | Rusko (RUS)                  | 1     | 1       | 0     | 2      |
| 4.                 | Kanada (CAN)                 | 1     | 0       | 0     | 1      |
| 5.                 | Čína (CHN)                   | 0     | 3       | 2     | 5      |
| 6.                 | Německo (GER)                | 0     | 1       | 1     | 2      |
| 7.                 | Spojené státy americké (USA) | 0     | 1       | 0     | 1      |
| 8.                 | Francie (FRA)                | 0     | 0       | 1     | 1      |
| 8.                 | Velká Británie (GBR)         | 0     | 0       | 1     | 1      |
| Celkem po LOH 2024 | Celkem po LOH 2024           | 7     | 7       | 7     | 21     |